# 陳松江
陳松江（1922年2月6日—2011年6月4日），臺灣彰化縣田中鎮人，醫生，長期在南投縣水里鄉上安村問診，帶動村民捐錢興學風氣，晚年種樹、捐地維護水利，為第十二屆醫療奉獻獎得主。

## 生平

### 早年歲月
陳松江生於1922年2月6日。年少時在一家診所當藥劑生，二戰期間至新加坡的日本軍醫部門工作。1949年取得中華民國醫師執照，任職於家鄉的田中鄉衛生所。

### 搬至偏鄉
戰後初期，田中一帶掀起移民潮，大批年輕人赴南投縣水里鄉及信義山區墾荒。1954年，陳松江聽人家說水里鄉上安村一帶醫療資源十分缺乏，加上他正好有親戚居住當地，就舉家遷往上安村開設以看內兒科為主的松江診所。
在新中橫公路開闢前，上安村、郡坑到東埔沿線都是沒水、沒電、沒路的地區，他就為這縱深長達四十公里的十多個聚落或部落，提供最基礎的醫療保障。上安村是水里鄉最偏遠處，直到1961年10月31日晚才開始有電力。
1971年前，上安村方圓十里內，就只有陳松江一位醫師。他二十四小時待命，只要有患者家屬上門，便拎起皮箱和藤條就出診，最遠還曾徒步走到南投縣信義鄉原住民部落，也曾為了看病，涉過陳有蘭溪到鹿谷鄉田底村。陳松江妻子羅藝則身兼護士和助產士，遇有產婦要生產，兩人便連袂到產婦家中接生。住在陳家附近的何春碧、陳瓊、劉張秀英每人家裡都有五、六個孩子，每一個都是羅藝親手接生的，其中幾個孩子的名字，還是陳松江所取。劉張秀英表示陳醫師夫婦遇到病患需後送，便掏錢借給病家辦住院，有時連車錢也代墊，村民看病可以記帳，沒錢就不收費。

### 捐款興學
陳松江說自己行醫最擔心的只有患者需要時找不到他，也因此行醫半世紀來絕少出遠門，遑論出國，直到1983年妻子去世前，都沒能出國旅遊。他把妻子結餘喪葬費十萬元捐出作為獎學金基金。郡坑國小校長周進科回憶，羅藝過世那一年，自己剛好被分發到這裡，許多領過羅藝獎學金的孩子或他們的父母，受老醫師精神感召，在經濟改善後，也會回捐獎學金幫助在地孩童。當地郵務士葉順海說，陳松江捐妻子喪葬費興學後，時任郡坑國小家長會長劉維珍、退休教導主任張宏忠、村民許四川與曹水寶等都捐出治喪費做興學，讓當地養成助學的風潮，連自己葉家父親過世時也省下十萬元喪葬費興學。陳松江子女陳志成、陳慧純說，父親為媽媽成立基金會本金雖只有十萬元，但那年代年息接近10%，每年近萬元可以讓二、三十名孩子受惠。位在新中橫公路起點的郡坑國小，便利用村民的捐款孳息，添購電腦、鋼琴等。
妻子過世後，陳松江擔心患者半夜敲門自己沒聽見，就把臥室從裡頭移到與馬路一牆之隔的客廳。1984年11月12日，他因服務社會有卓著成績而獲中華民國醫師公會全國聯合會表揚。1994年時，因小兒子（陳志杰）從日本大阪學校畢業，他便藉機帶著太太照片照片去日本，希望彌補妻子在世時從未遠行的遺憾。

### 堅守崗位
九二一大地震時，松江診所倒坍，陳松江晚上棲身在鄰近的慈光禪寺，白日回到住家附近幫忙。次年12月16日他為紀念行醫五十周年，在上安村舉辦宴席，感謝地方鄉親支持與受護。
2001年7月31日桃芝颱風土石流自三廍山而下，因上安橋橋孔過窄形成瓶頸，土石流宣洩無處，衝上新中橫路面，衝破河邊饒家二樓牆壁、灌進斜對面秦家，奪走八條人命，附近三廍巷的胡姓人家兩人、鄰居婦人兩名相繼罹難，緊捱著三廍溪北岸的松江診所南側遭土石流撞破，陳松江及時逃出僅以身免。診所兩次遭重創，一度令陳松江萌生退意，但看著診所牆上自己掛的座右銘：「以患者之苦為苦，以患者之樂為樂」，還是不打算離開上安村，暫時棲身危樓問診。後來縣議長鄭文銅在路邊豎起大看板，畫面上即是風災後，議長向陳老醫師致意的畫面。
2002年4月28日第十二屆醫療奉獻獎頒獎典禮，陳松江表示儘管診所在九二一震災和桃芝風災二度毀損，但他仍計畫重建，並說這獎該和太太分享，可惜她已不在人世，回想太太生前因著他的忙碌，偶爾抱怨「嫁不對人」，想來仍是感慨。
2003年6月3日，水保局、鄉長共同會勘陳松江地基懸空、鋼筋外露的診所，來考慮是否要拆除做河川地。鄰村的包商郭芳敬有感於陳松江捐獻卅坪土地作河川拓寬淨空和北側堤防，便主動贈給陳醫生的診所一根四公尺高的鋼柱，頂起懸空的二、三樓房舍。

### 退休生活
2006年陳松江退休。他有感於桃芝風災奪走上安村十七條人命，便與村長陳永成推動造林作水保。陳松江將他在上安村八公頃多山坡地全種桃花心木。
2011年6月4日陳松江過世，彌留時還數度呼籲要種樹救上安村，兒女也捐十萬元併入羅藝獎學金。該年6月17日郡坑國小畢業典禮上，村民賴聰明、羅維俊當場各自為他們剛去世不久的父母分捐五萬和三萬獎學金，因為他們兒孫以前都曾領過羅藝獎學金。當年報導，自陳松江帶頭後，上安村已有三十二名村民先後捐出喪葬費，或事業有成回饋捐款給當地的郡坑國小當獎助學金，累積逾百萬元，因此上安村又名「愛心村」。
2013年，花蓮縣警察局鳳林分局組長涂國材在父親涂鴻生過世後，與家人商議決定效法「陳松江精神」，將治喪結餘款五萬元贈與鳳林國中，做為成立涂鴻生先生獎助學金。